# Rayon sportif féminin
Vous lisez un « bon article » labellisé en 2012.
Le Rayon sportif féminin (RSF) est un ancien mouvement sportif catholique réservé aux jeunes filles. Initié à Paris en 1919 par les Filles de la Charité, c'est aussi une des premières organisations fédérales concernant le sport féminin en France. Rapidement élargi à la demande de l'épiscopat aux autres congrégations religieuses et aux patronages paroissiaux, il revendique à la veille de la Seconde Guerre mondiale un effectif de 60 000 gymnastes réparties sur tout le territoire national. À l'automne 1940, l'administration du secrétariat à l'éducation générale de l'État français dont est membre Marie-Thérèse Eyquem, une de ses plus grandes dirigeantes, lui impose le rattachement à la Fédération gymnastique et sportive des patronages de France dont il est déjà très proche. Cette fusion est pérennisée à la libération en 1945, ladite fédération prenant l'appellation de Fédération sportive de France dès 1947 puis celle de Fédération sportive et culturelle de France en 1968. Le sport féminin et en particulier la gymnastique assurent toujours l'essentiel des effectifs licenciés de cette dernière.

## Histoire
Comme pour les hommes, c'est dès la Restauration que les établissements d'éducation féminine des religieuses font une place de plus en plus large aux exercices physiques : dès 1843 le succès de l'ouvrage de Clias Callisthénie ou somascétique naturelle appropriée à l'éducation des jeunes filles en témoigne. La Troisième République facilite ensuite le développement de cette gymnastique qu'elle charge chez les garçons d'assurer la transition entre l'école et l'armée et chez les jeunes filles de « donner aux hommes républicains des compagnes républicaines ». Les premières sociétés françaises de gymnastique féminine apparaissant dès 1899 à Paris et Valenciennes et une « Union française de gymnastique féminine » (UFGF) les fédère en 1912. En 1921 celle-ci fusionne avec les sections féminines de l'Union des sociétés françaises de sports athlétiques (USFSA) au sein de la Fédération féminine française de gymnastique et d'éducation physique (FFFGEP). 
Le sport catholique féminin ne semble pas en reste. Dès 1902, soit 4 ans après avoir fondé sa nouvelle fédération des patronages masculins, le docteur Paul Michaux en personne et en tant que président de la « Commission centrale des patronages » publie ses propres recommandations sur la question dans le Bulletin des patronages. En Haute-Loire par exemple c'est dès 1911, soit bien avant la Première Guerre mondiale, qu'il fait son apparition à Saint-Just-Malmont avec la « Jeune garde rubanière ».
Cette guerre est un moment d'accélération pour le sport féminin français dont les représentantes sont accueillies au championnat de France d'athlétisme de l'USFSA en 1917. Une jeune fille particulièrement dynamique, Irène Popard, première diplômée féminine du cours supérieur d'éducation physique, a déjà introduit l'éducation physique dans le scoutisme féminin  parisien alors que deux associations parisiennes, « Femina Sports » et « Académia », fondent une fédération : la Fédération des sociétés féminines sportives de France (FSFSF) déclarée officiellement le 18 janvier 1918 ; Alice Milliat en devient présidente l'année suivante. Le sport catholique féminin qui ne semble s'organiser qu'à partir de 1919 se structure ensuite rapidement pour devenir une des premières fédérations sportives féminines françaises et revendiquer à la veille de la Seconde Guerre mondiale un effectif de 60 000 gymnastes réparties sur tout le territoire national.

### L'ère des Filles de la Charité (1919-1934)

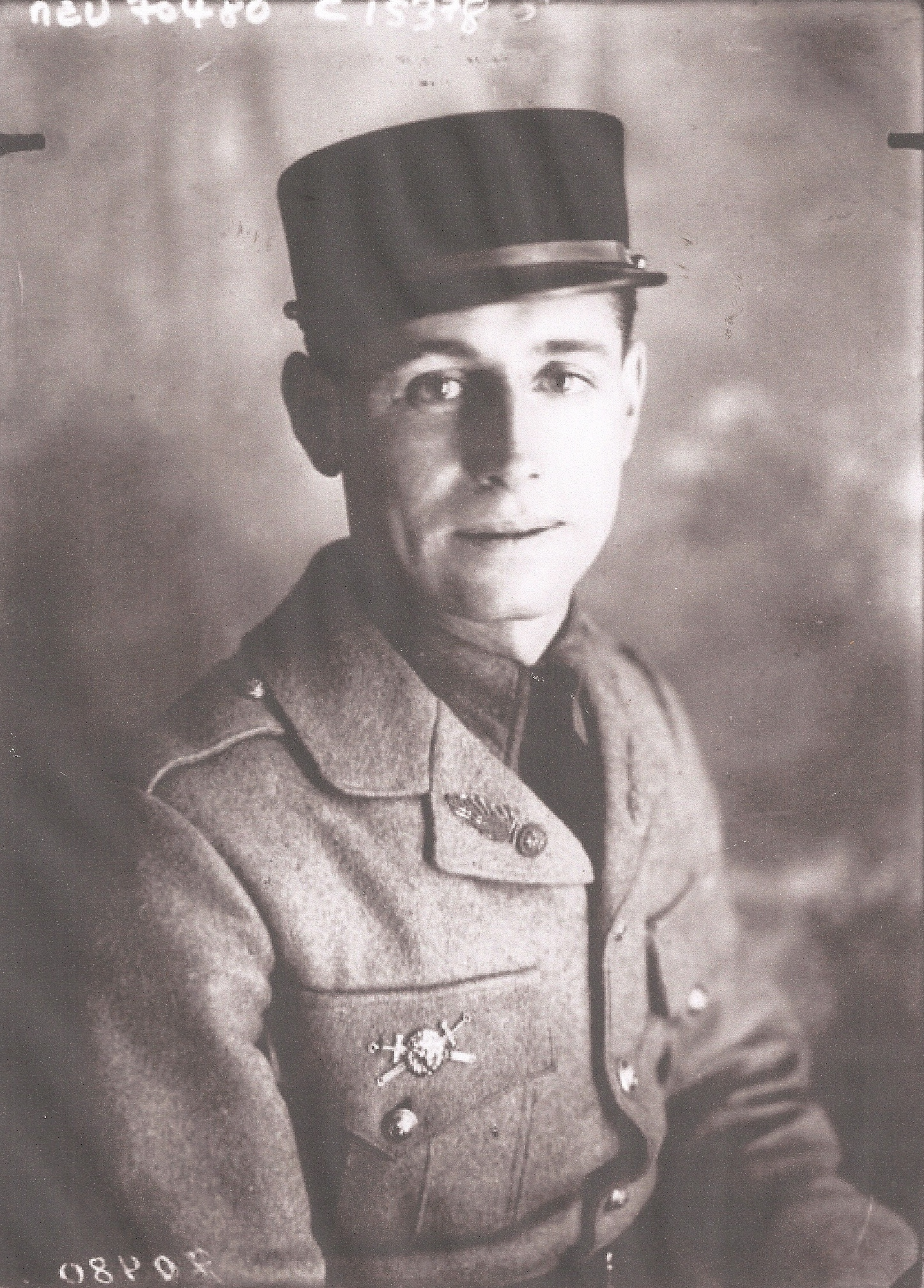
Félix Mathey, champion FGSPF d'athlétisme et directeur technique du RSF

Après la guerre, les « bonnes sœurs » exclues du champ de l'enseignement n'ont toujours pas renoncé à la pratique des exercices pour les jeunes filles qui fréquentent leurs œuvres. La Chambre bleu horizon autorisant un regain d’activité aux congrégations, une fille de la charité, sœur Roussel, demande dès 1919 à la Fédération gymnastique et sportive des patronages de France (FGSPF) de lui fournir un moniteur pour ses Enfants de Marie du Raincy. Celle-ci lui délègue Félix Mathey, huit fois champion fédéral d'athlétisme, futur membre du « Conseil supérieur de l'éducation physique » et membre du « C.A. Rosaire », qui présente à la fois les garanties techniques et morales nécessaires. Ce sont les débuts de la Stella Raincéenne.
Il prend en charge dès l’année suivante une seconde société parisienne, la « Tour d'Auvergne » et d'autres associations émergent rapidement : le « Chardonnet », les « Libellules de Saint-Mandé », les « Fauvettes montmartroises », les « Libellules de Clamart », les « Marines de Saint-Roch ». Dès 1920, le congrès de la FGSPF se saisit de la question du sport féminin sans lui apporter de réponse. Des fêtes annuelles regroupent chaque année au Raincy les sociétés parisiennes, tandis que la hiérarchie religieuse soutient la généralisation des sections sportives dans les patronages féminins afin de préserver les jeunes chrétiennes des mœurs libérales qu'elle suppute dans les sociétés laïques. En 1926, le congrès de la FGSPF fait état d'une « Fédération d'éducation physique féminine » qui a fondé une union régionale d'Île-de-France dont un vice-président fédéral, le Dr Mayet, assure le suivi.
Cependant, dès 1928, le RSF contrôle à nouveau la situation, grâce à l'action énergique de sœur Bouvier,. L'écusson du RSF est présenté au concours de Lyon l'année suivante par le futur cardinal Gerlier, apôtre du catholicisme social, en personne. Grâce au dynamisme des filles de saint Vincent de Paul, l'éducation physique et le sport bénéficient des grâces représentées par les rayons qui s'échappent des mains de la Vierge sur la médaille miraculeuse du 140 de la rue du Bac où les responsables du RSF tiennent leurs réunions. Le succès va croissant et on dénombre 80 sociétés en région parisienne lorsque le RSF est déclaré en 1931 sous ce nom qu'il porte déjà depuis quelques années. La même année, lors du concours d'Ivry, le drapeau du RSF est béni par le chanoine Pasteau.

### L'élargissement du Rayon sportif féminin (1934-1940)
Ce développement du RSF qui répond au souhait du pape Pie XI — voir le catholicisme s'adapter au monde d'aujourd’hui — ne laisse pas l'Église de France indifférente. Aussi quand il déclare le 14 février 1934 : « tous les fidèles sont appelés à collaborer (à l'apostolat) car tous peuvent travailler dans la vigne du Seigneur », l'archevêque de Paris demande aussi aux Filles de la Charité d'ouvrir leur œuvre aux patronages des paroisses et à ceux qui dépendent d'autres ordres religieux. Sa croissance s'accélérant, le RSF commence à retenir aussi l'intérêt des pouvoirs publics. Lors du festival de 1936 qui accueille de nombreuses sociétés venues de la province, c'est le ministre de la Santé publique lui-même qui remercie les Filles de la Charité « au nom de la France ». La collaboration avec la FGSPF est alors très étroite au sein des trois commissions techniques (éducation physique, jeux et sports et celle de l'enseignement libre qui assure la formation initiale et continue des cadres scolaires) et de nombreux moniteurs siègent dans l'une ou l'autre. Une des conséquences en est l'adoption en 1937 du certificat médical préalable à la pratique sportive, déjà en vigueur depuis sept ans chez les masculins à l'initiative du docteur Récamier.

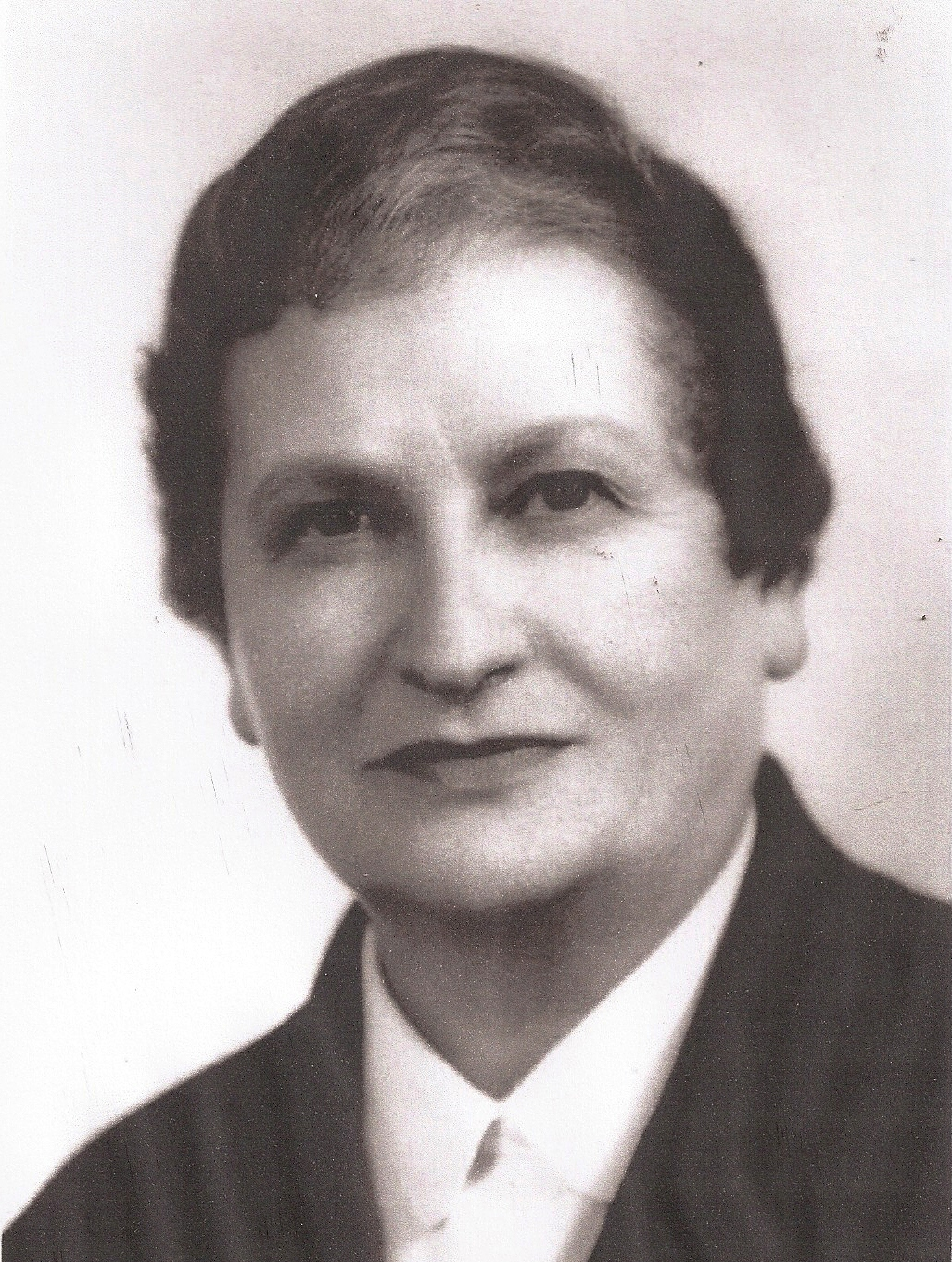
Marie-Thérèse Eyquem est à l'origine du développement du RSF

Au début du Front populaire, sous l'égide des évêques Roger Beaussart et Stanislas Courbe, le RSF troque officiellement son sigle pour celui de « Fédération nationale d'éducation physique féminine »(FNEPF). Le 15 octobre 1937 paraît le premier numéro du journal, Le rayon sportif féminin, nouveau bulletin de la FNEPF qui coupe le cordon ombilical avec les Filles de la Charité en quittant la protection de la maison-mère du 140 rue du Bac à Paris pour le 19 de la rue de Varenne et des unions diocésaines jusqu'ici indépendantes, telle l'« Union Jeanne d'Arc du Lyonnais », s'affilient. La direction, laïcisée, calque son organisation sur celle de la FGSPF : comité central et comité technique à Paris, comités diocésains en province. Le premier comité central regroupe autour de sa présidente, Mme Corpet, l'ensemble des mouvements de jeunesse féminins et Armand Thibaudeau lui-même y représente la FGSPF.
L'osmose avec la fédération masculine est encore plus sensible au niveau des comités diocésains qui comportent de nombreux membres de l'union départementale FGSPF du département concerné. Les compétitions se multiplient en province. Le 25 avril 1937, lors du premier concours du Rayon à Alger, les « Violettes de Saint-Vincent » remportent le drapeau béni à cette occasion par Augustin-Fernand Leynaud, archevêque d'Alger et les 18 et 19 juillet 1938 lors du premier concours du Rayon en Normandie, placé sous la direction de Félix Mathey, le drapeau régional revient à l'« Étoile marine de Fécamp » et le fanion des cadettes aux « Écureuils de Rouen ». La presse relève à cette occasion que deux monitrices ont obtenu le diplôme d'état d'éducation physique dont la major, Mlle Simone Lesueur  de Rouen.  En 1939, cinquante-trois de ces comités organisent chacun un festival annuel de gymnastique pour les 650 associations affiliées. Paris à lui seul assure 10 % des effectifs mais Lyon et Bordeaux sont également bien représentés.
Le basket-ball connaît aussi une expansion remarquable : 40 équipes recensées dès 1937 pour la seule région parisienne. Cependant le phénomène est national et après guerre de nombreuses équipes masculines des "patros" se développent au sein d'associations créées initialement au Rayon comme en témoignent encore le nombre de celles qui restent dédiées à Jeanne d'Arc. Une jeune secrétaire permanente, Marie-Thérèse Eyquem, est l'élément moteur de ce développement. Elle devient une personnalité majeure du sport féminin puis du paysage politique français.

### Un mariage forcé qui se termine plutôt bien (1940-1945)

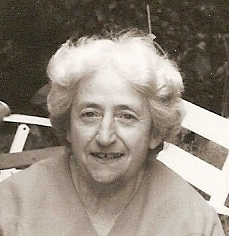
Eugénie Duisit, grand témoin du RSF au sein de la FSCF

Le 4 octobre 1940, une ordonnance du nouvel État français oblige chaque fédération féminine à s’affilier à une fédération masculine. L'Église se trouve alors contrainte d'accepter une mixité qu'elle a toujours réprouvée et le RSF s'affilie à la FGSPF selon le protocole suivant : fusion des comités centraux mais indépendance des directions techniques. L'Occupation de la moitié de la France oblige la FGSPF à se scinder en deux : le secrétaire général Armand Thibaudeau reste à Paris en zone occupée et délègue la zone libre à un cadre du RSF déjà à Lyon, Eugénie Duisit. En novembre 1942 celle-ci passe en Algérie pour rejoindre l’armée de la France libre et s'illustre pendant la campagne d'Italie. La délégation lyonnaise n'est supprimée que le 1er janvier 1945.
Pendant ce temps, Marie-Thérèse Eyquem poursuit sa carrière administrative à Vichy auprès de Jean Borotra puis Joseph Pascot. Cette position privilégiée lui permet de faciliter le fonctionnement du RSF. Son expérience et sa position d'adjointe d'Armand Thibaudeau au sein de la FGSPF lui permettent aussi de se distinguer en organisant, avec l'assistance d'Olga Batany monitrice générale du RSF puis de la FGSPF, de grandes manifestations de masse comme la fête de Coubertin et celle de la sportive. La politique d'éducation générale de Vichy oblige tous les mouvements de la jeunesse chrétienne à pratiquer l'éducation physique. Cette pratique étant conditionnée à l'affiliation à un organisme reconnu, beaucoup de mouvements affluent à la FGSPF ce qui exige quelques adaptations de structures. Ainsi en 1941, la FGSPF qui possède déjà une commission scolaire masculine, l'Union générale sportive de l'enseignement libre (UGSEL), doit créer une « Union générale sportive de l'enseignement libre » placée sous la direction de mère Sainte-Monique pour faire face à la demande d'encadrement. Les grands rassemblements fédéraux reprennent rapidement comme à la Croix de Berny le 7 juillet 1941.
À la Libération, avec 2 000 sociétés et 200 000 adhérentes, le RSF, redevenu un temps indépendant en application de l'ordonnance de 1943, constitue  l'une des figures majeures du mouvement sportif féminin. Réunies le 1er janvier 1945, les "dames du Comité central" décident de le maintenir au sein de la FGSPF qui devient la Fédération sportive de France (FSF) le 22 juin 1946. Ce nouveau nom est enregistré au Journal officiel le 22 mars de l'année suivante puis se transforme en Fédération sportive et culturelle de France (FSCF) en 1968. Marie-Thérèse Eyquem y connaît d'abord une promotion rapide qui prend une dimension internationale. Ensuite, ses engagements politiques étant estimés incompatibles avec la neutralité associative, le président Gilbert Olivier l'invite à démissionner. Elle perd à cette occasion ses mandats internationaux à la Fédération internationale catholique d'éducation physique et sportive (FICEP). Son seul lien avec ce passé reste son amie Eugénie Duisit qui, plus modestement, assure le secrétariat des activités gymniques et de la formation des cadres jusqu'à son départ à la retraite en avril 1974.

## Fonctionnement

### Les contenus techniques auRSF

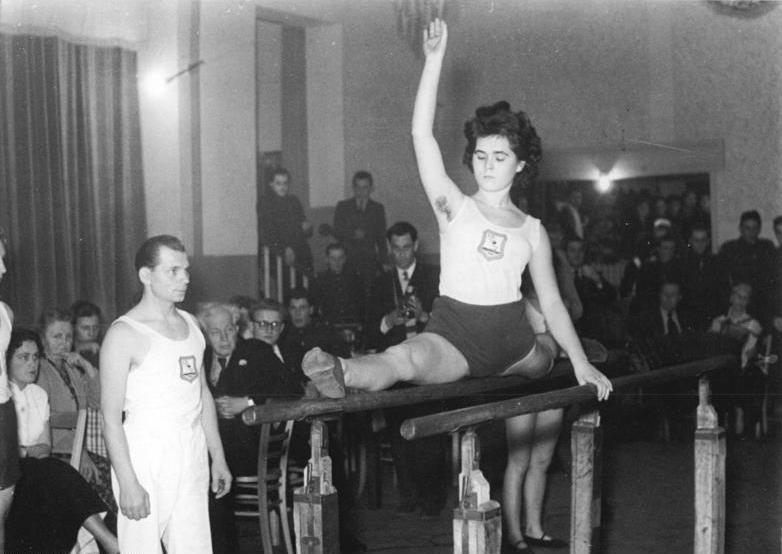
Les barres parallèles féminines.

Félix Mathey est directeur technique du RSF de 1923 à 1937. Diplômé de l'École de Joinville en 1919, après avoir été instructeur à Saint-Cyr puis à Saint-Maixent, il laisse une profonde empreinte militaire qui perdure longtemps à travers les défilés et les exercices d'ensemble. Après des évolutions qui évoquent les manœuvres dans les cours de nos casernes, la leçon RSF repose alors sur une gymnastique segmentaire vite élargie à une gymnastique rythmique jugée moins rébarbative. Les directives et les productions des écoles d'Irène Popard et d'Yvonne Simon-Siégel font référence. On y associe des exercices d'application n'exigeant que peu de matériel : sauts, course et lancers. Seules les sections les plus riches pratiquent les barres parallèles dont l'usage est cependant vivement recommandé,. La préparation au Brevet sportif populaire (BSP) — inspiré du brevet soviétique "prêt pour le travail et le service de la Patrie" — créé par Léo Lagrange en 1937 connaît un franc succès au RSF et devient un des enjeux des séances d'entraînement. À Paris, des horaires sont réservés par l'Union départementale dans les piscines municipales pour y initier les jeunes filles des associations à la natation à l'abri des regards indiscrets et le basket-ball se développe de façon importante. Enfin un chalet situé à Valloire accueille les adhérentes pour un prix de séjour raisonnable afin de les initier aux sports d’hiver.

### La formation morale

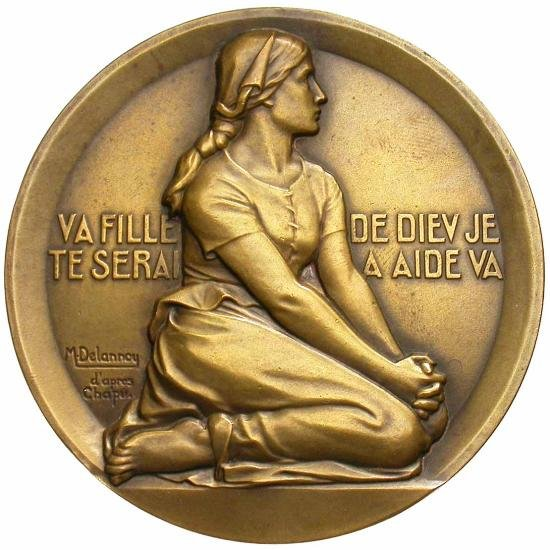
Jehanne, référence du RSF.

Le RSF dispose dans le domaine de la formation morale d'un arsenal didactique reposant sur trois outils afin de toucher la masse de ses adhérentes. Le premier est inspiré par l'actualité. C'est la prière à Jeanne d'Arc fraîchement canonisée en 1920 et devenue la quatrième patronne secondaire de la France par lettre apostolique du 2 mars 1922, décision qui n'est pas sans raviver des frictions avec les factions laïques qui contestent ce qu'elles appellent la confiscation par l'Église d'une « héroïne nationale ». Afin de soutenir cette revendication de Jeanne d'Arc par toute la nation, le gouvernement laïc d'Alexandre Millerand vote le 24 juin 1920 linstauration d'une célébration nationale de Jeanne d'Arc chaque deuxième dimanche de mai — anniversaire de la délivrance d'Orléans — et la non moins très laïque Union des sociétés de gymnastique de France (USGF) organise en 1929 sa fête fédérale à Orléans pour le 500e anniversaire. Ce texte est récité au début de chaque concours par les gymnastes de toutes les sections présentes sur le stade. En voici quelques extraits :

« Messire Dieu premier servi
 Sainte Jeanne d'Arc, notre patronne bien aimée
[...]
Comme vous nous aimons Dieu par-dessus tout
 Et nous aimons la France
[...]
Jeanne d'Arc priez pour nous
Grandissez-nous, sauvez la France. »

Depuis Francisco Amorós qui a publié dès 1818 un ouvrage regroupant les œuvres les mieux adaptées à cette fin, le chant collectif est  associé à la gymnastique en tant qu'authentique exercice respiratoire à vocation également de formation morale à travers le choix des textes. Comme chez les masculins de la FGSPF, cette tradition amorosienne impose ici encore l'usage d'un chant fédéral qui accompagne chaque déplacement en compétition. En voici le refrain :

« C'est le sport qui fera la race
 Encore plus belle et plus vivace
 Par lui nous pouvons devenir
L'honneur, le soutien, l'avenir
 Si notre beau pays de France
 A mis en nous son espérance
Demandons au sport la beauté
 La force, l'entrain, la santé. »

Celui-ci disparaît avec la fusion des deux entités après la Seconde Guerre mondiale au profit du seul chant masculin. Conformément aux priorités nationales de l'entre-deux-guerres, le RSF y engageait ses sociétaires à participer au relèvement de la France après la catastrophe démographique de la Première Guerre mondiale. Cela transparaît également dans les « consignes fédérales » qui sont les dix commandements du RSF et dont on trouve ci-après les trois passages les plus significatifs à ce sujet :

« Tu transmettras à tes enfants ta santé physique et morale
 [...]
Tu aimes le stade ; préfère-lui ta maison
[...]
Tu es fille de France. La France compte sur toi. »

### Les monitrices duRSF

Insigne de béret des monitrices du RSF.

Ce discours, certes pour le moins passé de mode au XXIe siècle, s'inscrit alors totalement dans les préoccupations de l'époque. Diverses sources orales en attribuent la rédaction à Marie-Thérèse Eyquem et il est propagé par des cadres techniques militants dont la formation est la grande priorité du RSF. Les premières monitrices formées par Félix Mathey appartiennent aux Enfants de Marie et elles sont « consacrées à la Vierge et à Jeanne d’Arc » (à Dieu et à la France). Le RSF est pour elles une famille et un véritable apostolat qui exige souvent un célibat recherché et accepté : celui de la monitrice du RSF. Leur action dans les associations est bénévole mais les besoins de l'enseignement leur offrent souvent un véritable métier dans les établissements de l'enseignement privé. Les plus dynamiques et les plus compétentes deviennent monitrices fédérales : Olga Batany,, Eugénie Duisit, Geneviève et Marie-Thérèse Eyquem voyagent à travers la France et au-delà pour dispenser des formations intensives de deux semaines.
Leur formation technique et pédagogique est déjà une priorité du RSF quand les congés payés de 1936 offrent aux jeunes travailleuses le temps nécessaire pour en profiter. À Paris, cette formation s'organise en cours hebdomadaires et des cours par correspondance sont mis en place pour la province. Les programmes, préparatoires aux diplômes d’état, permettent aux ressortissantes du RSF de s'illustrer dans les concours de recrutement de la fonction publique : plus de 80 % de réussite en 1938. Les Enfants de Marie investissent là à la fois un nouveau métier et la citadelle de l'école de la République. Dans ce domaine le RSF et les Filles de la Charité ont bien contribué à la réalisation du vœu du pape Pie XI : voir le catholicisme s'adapter au monde d'aujourd'hui.
Tous les cadres du RSF retrouvent leur place dans les nouvelles structures de la FSF après l'Occupation, contribuant alors largement à son expansion. Les féminines savent résister aux pressions paternalistes des cadres masculins et préserver leur indépendance en se montrant fermes et exemplaires dans les situations difficiles. Elles bénéficient aussi d'un climat plus serein. En effet jusqu'à la Ve République, la réforme Berthoin et la généralisation de la mixité, les patronages féminins restent encore l'apanage des religieuses qui sont peu sensibles aux discours de la Mission ouvrière. Ils ne connaissent donc pas la même remise en cause face à la montée de l'Action catholique et de la Jeunesse ouvrière chrétienne (JOC) que leurs homologues masculins. En 2012, héritières du RSF, les féminines représentent la majorité des licences de la FSCF et motivent l'essentiel de la centaine de stages — hors brevet d'aptitude aux fonctions d'animateur en accueils collectifs de mineurs (BAFA) et brevet d'aptitude aux fonctions de directeur en accueils collectifs de mineurs (BAFD) — prévus au calendrier 2012-2013. Pour la seule gymnastique artistique féminine on note en effet 10 stages d'initiatrices, 13 d'entraîneur 1er degré, 4 de 2e degré, 1 de 3e degré et 4 de perfectionnement.

## Le Rayon sportif auXXIesiècle
Si l’expression Rayon sportif féminin n'est plus en usage au niveau fédéral de la FSCF, il n'en est pas moins encore bien présent au niveau local où de nombreuses associations en conservent le nom et le souvenir comme à Candé, Château-Renault, Chaumont, Cognac, au Lion d'Angers, à Saint-Dizier ou Thouarcé.